# Рафт

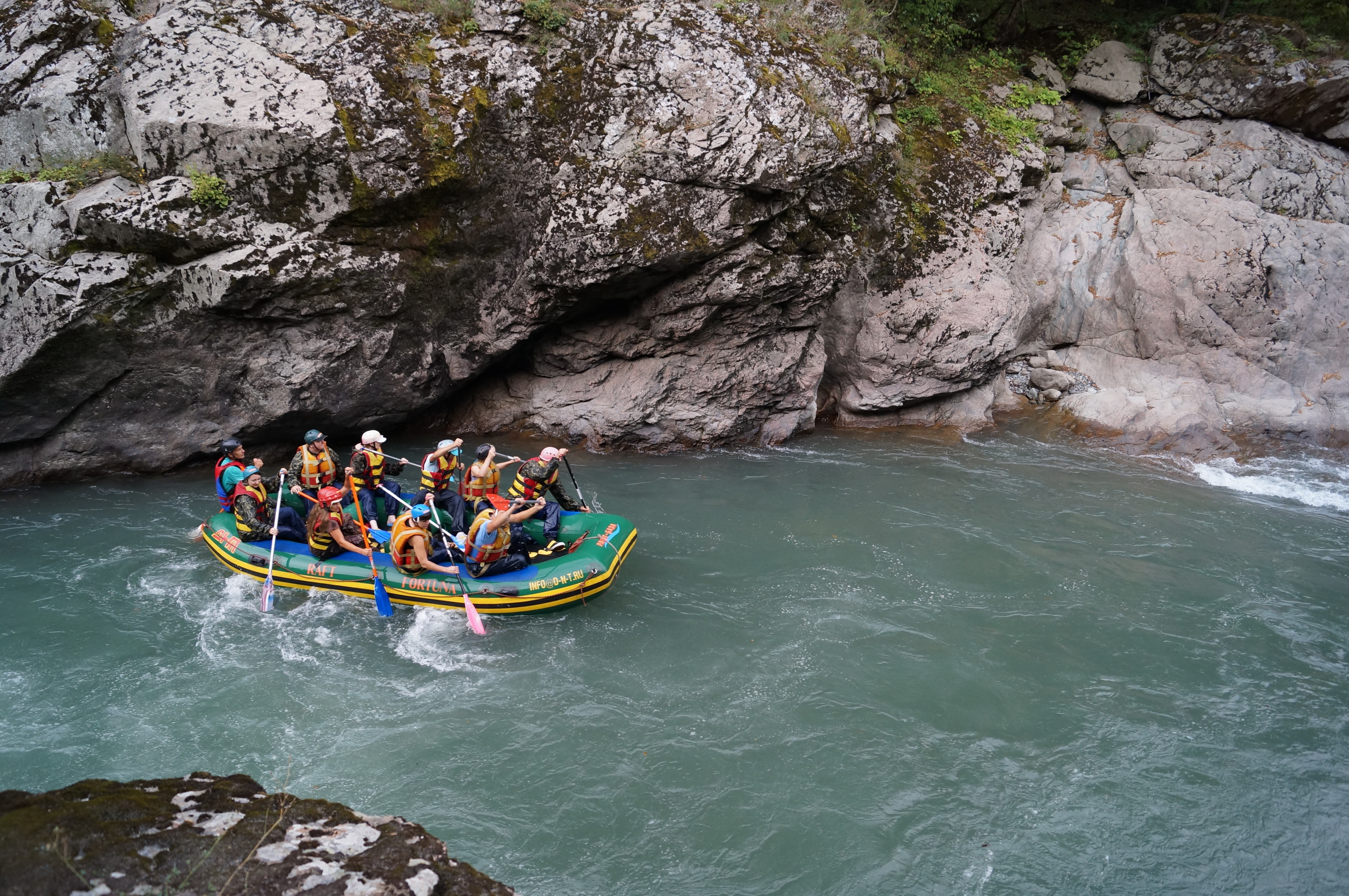
Рафтинг

Ра́фт — (от англ. raft плот) вид надувных маломерных судов:
1. Спасательное судно[источник не указан 4907 дней];
2. Однокорпусное надувное судно.

Изначально под словом «рафт» подразумевался надувной спасательный плот. Однако, для сплавов по рекам такая конструкция (форма круглая или в виде правильного многоугольника) не была предназначена. После внесения соответствующих изменений рафт вытянулся и получил определённую степень манёвренности. Кроме этого, на бортах такого рафта можно было сидеть гребцам, что сделало его полноценным маломерным судном. Дальнейшие изменения коснулись придания рафту жёсткости, поднятию носовой части для улучшения манёвренности и проходимости поверх камней и брёвен, а также прочим улучшениям, например, крепление для ноги на днище рафта, появление так называемых банок — надувных поперечных вставок, за которые в случае опасности можно было ухватиться, увеличение прочности материала рафта (как правило, это многослойный ПВХ).
Основными критериями для классификации сплавных рафтов в России являются предназначение (спортивный или туристический) и вместимость.
Туристический рафт вмещает от 8 до 18 (ограничение ГИМС) человек. Соответственно изменяется и длина рафта.